# باشگاه بسکتبال آندورا
باشگاه بسکتبال آندورا (انگلیسی: BC Andorra) یک باشگاه بسکتبال در شهر آندورا لا ولا، آندورا است. این باشگاه که در سال ۱۹۷۰ تأسیس شده در لیگ آ س ب بازی می‌کند.